# Geraltov
Geraltov es un municipio del distrito de Prešov en la región de Prešov, Eslovaquia, con una población estimada a final del año 2024 de 110 habitantes.
Se encuentra ubicado en el centro-sur de la región, en el valle del río Torysa (cuenca hidrográfica del río Tisza) y cerca de la frontera con la región de Košice.

## Demografía
| Año        | 1994 | 2004     | 2014     | 2024     |
| ---------- | ---- | -------- | -------- | -------- |
| Población  | 157  | 127      | 141      | 110      |
| Diferencia |      | −19,10 % | +11,02 % | −21,98 % |

| Año        | 2023 | 2024    |
| ---------- | ---- | ------- |
| Población  | 113  | 110     |
| Diferencia |      | −2,65 % |